# Krakovany (Kolíni járás)
Krakovany település Csehországban, a Kolíni járásban. Krakovany Labské Chrčice, Týnec nad Labem, Lipec, Uhlířská Lhota, Bělušice és Němčice településekkel határos. Lakosainak száma 936 fő (2024. január 1.).

## Népesség
A település lakosságának változását az alábbi diagram mutatja:
| Lakosok száma | 847  | 917  | 1085 | 926  | 835  | 769  | 838  | 845  | 904  | 936  |
|               | 1869 | 1890 | 1921 | 1950 | 1980 | 2001 | 2017 | 2019 | 2022 | 2024 |